# Taxiphyllum densifolium
Taxiphyllum densifolium là một loài Rêu trong họ Hypnaceae. Loài này được (Lindb. ex Broth.) Reimers miêu tả khoa học đầu tiên năm 1940.